# Dach czterospadowy

Dach czterospadowy

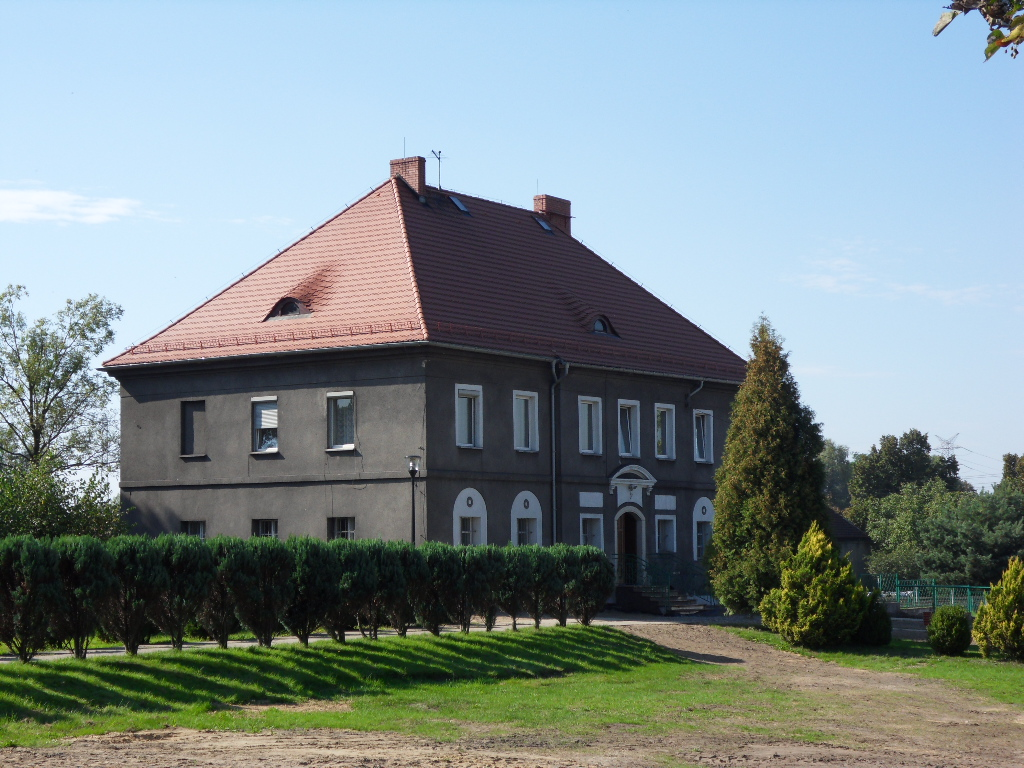
Budynek z dachem czterospadowym

Dach czterospadowy, inaczej dach czteropołaciowy – dach o dwóch przeciwległych połaciach podłużnych w kształcie trapezu i dwóch przeciwległych połaciach bocznych w kształcie trójkąta. W przeciwieństwie do dachu dwuspadowego – w dachu czterospadowym nie występują trójkątne ściany zwane szczytami. 
Dachami czterospadowym określa się również dachy o bardziej złożonym kształcie (np. przy występowaniu w obrysie budynku takich elementów jak ryzality, skrzydła). Wówczas poszczególne części budynku nakryte są osobnymi dachami o układzie czterospadowym, z kalenicami na jednym poziomie. 
Dach czterospadowy należy odróżniać od podobnego do niego dachu namiotowego, który pozbawiony jest kalenicy. W dachu czterospadowym zawsze występuje kalenica równoległa do okapów dłuższych połaci.